# Mondim da Beira
Pour les articles homonymes, voir Mondim.
Mondim da Beira est une paroisse civile portugaise (en portugais : freguesia) de la municipalité de Tarouca dans le district de Viseu.

## Géographie
La paroisse est traversée par le Rio Varosa (pt), affluent du Douro.

## Démographie
Lors du recensement de 2021, Mondim da Beira compte 585 habitants.